# Peter Vanvelthoven
Peter Karel Alexander Vanvelthoven (Lommel, 22 ottobre 1962) è un politico belga, membro del Partito Socialista Differente. È stato ministro federale del lavoro, responsabile anche dell'informatizzazione dello Stato.

## Biografia

### Gioventù
Vanvelthoven è nato a Lommel nel Limburgo, come figlio del politico Louis Vanvelthoven e Godelieve Poets. Nel 1985 si è laureato in giurisprudenza presso la Vrije Universiteit Brussel (VUB) e un anno dopo si laurea in fiscalità e ricerca contabile presso l'Università di Gand.

### Carriera professionale
Vanvelthoven ha lavorato per la prima volta in uno studio legale. Nel 1985 ha prestato giuramento come avvocato per la Corte di Appello di Gand e si è iscritto come stagista al bar di Gand. Due anni dopo è diventato assistente a tempo pieno nel dipartimento di diritto fiscale presso la facoltà di giurisprudenza della Vrije Universiteit Brussel. Dal 1989 al 1995 Vanvelthoven è stato docente ospute presso la Facoltà di Giurisprudenza e della Facoltà di scienze economiche, sociali e politiche del l'Università di Bruxelles. Nel 1991 è stato incluso nel tableau degli avvocati del bar di Hasselt.

### Politica
Vanvelthoven ha iniziato la sua carriera politica nel 1994 venendo nominato un anno dopo consigliere provinciale. Dopo le prime elezioni dirette del Parlamento fiammingo il 21 maggio 1995, dal 21 maggio 1995 è succeduto al Ministro fiammingo Eddy Baldewijns come membro del Parlamento fiammingo per il collegio elettorale Hasselt-Tongeren-Maaseik. Quattro anni dopo si è trasferito alla Camera dei rappresentanti, di cui è rimasto membro fino a quando ha prestato giuramento nel luglio 2003 come Segretario di Stato per l'informatizzazione dello Stato. Era allora ministro federale del lavoro nel secondo governo guidato da Guy Verhofstadt dal 17 ottobre 2005 al 21 dicembre 2007 e poi si è riunito alla Camera dei rappresentanti.
Dopo le elezioni dirette per il Parlamento fiammingo del 7 giugno 2009, è diventato nuovamente rappresentante fiammingo per la circoscrizione del Limburgo. È rimasto membro del Parlamento fiammingo fino all'inizio di luglio 2010 e ha presieduto la frazione sp.a dal luglio 2009 al luglio 2010.
Poi ha nuovamente scambiato il posto di deputato del Parlamento fiammingo con la Camera dei rappresentanti, dove è stato il leader del partito fino al 2 luglio 2009. Attualmente è ancora membro del parlamento per la circoscrizione del Limburgo.
È stato sindaco di Lommel dal 1º gennaio 2007. È anche un membro dell'ufficio del partito sp.a, del presidente provinciale sp.a Limburgo e del presidente del distretto-sp.a Neerpelt.
Nel 2012, Vanvelthoven è diventato presidente della compagnia intercomunale Infrax, dove è succeduto al collega di partito Steve Stevaert.
Vanvelthoven è sposato e ha due figli.